# Nunatak
För bandet, se Nunatak (musikgrupp).

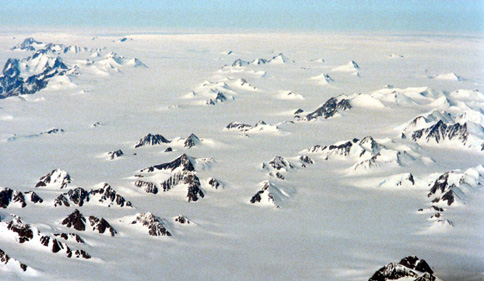
Flera nunataker i Grönland.

En nunatak (från grönländska: nunataq) är en del av ett berg eller liknande, som sticker upp ur en omgivande glaciär. Nunataker beskrevs från Grönland, men de finns också i Antarktis och Kanada, speciellt på Ellesmereön. Termen används också för områden, både högland eller lågland, som inte är nedisade men omgivna av glaciärer. Sådana finns bland annat på Grönland och Antarktis. På själva nunataken finns alltså ingen is, utan berget står i dager.
Nunataker har ofta en egen flora och fauna med arter som inte finns i omgivningen. På nunataker i Norges kustfjäll under istiden kan vissa härdiga fjällväxter ha överlevt den senaste nedisningen. Det finns ett fåtal nunataker i dagens Norge, varav Lodalskåpa är mest känd. Detta fjäll har stått kvar under cirka 40 istider under de senaste två årmiljonerna.